# Melanichneumon leucocheilus
Melanichneumon leucocheilus là một loài tò vò trong họ Ichneumonidae.